# Скелари
Скелари (лат. Hesperiidae) су фамилија дневних лептира. Скелари су еволутивно најстарији дневни лептири. Фамилија броји око 3.500 врста, распрострањених по целом свету, али највећи број врста живи у неотропским областима Централне и Јужне Америке.

## Карактеристике и Систематика

### Систематика
Скелари се сврставају у натфамилију Hesperioidea, зато што се морфолошки разликују од осталих дневних лептира (Rhopalocera), који се сврставају у натфамилију Papilionoidea. Трећа, релативно мала натфамилија је Hedylidae у коју спадају мољци-лептири, који живе у неотропским областима, а броји 35 врста лептира из само једног рода - Macrosoma.

### Карактеристике
Карактеристике које скеларе одвајају од осталих лептира су снажно тело, велико у односу на крила, крупне очи и размакнути корени антена.

## Скелари у Европи
У Европи живе 72 врсте скелара, подељених у 4 потфамилије. Те потфамилије су Coeliadinae, Hesperiinae, Heteropterinae и Pyrginae. Из потфамилије Coeliadinae у Европи је присутна једна врста, из потфамилије Hesperiinae 18 врста, иѕ потфамилије Heteropterinae 6 врста и из потфамилије Pyrginae 47 врста.

## Скелари у Србији
У Србији су присутне 24 врсте скелара, у потфамилији Pyrginae 17 врста, у потфамилији Heteropterinae 2 врсте и у потфамилији Hesperiinae 5 врста.

## Списак скелара у Србији
- Erynnis tages
- Carcharodus lavatherae
- Carcharodus flocciferus
- Carcharodus orientalis
- Carcharodus alceae
- Muschampia cribrellum
- Muschampia proto
- Spialia orbifer
- Spialia phlomidis
- Pyrgus sidae
- Pyrgus carthami
- Pyrgus cinarae
- Pyrgus serratulae
- Pyrgus malvae
- Pyrgus andromedae
- Pyrgus alveus
- Pyrgus armoricanus
- Heteropterus morpheus
- Carterocephalus palaemon
- Thymelicus sylvestris
- Thymelicus lineola
- Thymelicus acteon
- Ochlodes sylvanus
- Hesperia comma